# Petru Poni
Petru Poni (Săcărești, 1841. január 4. – Jászvásár, 1925. április 2.) román kémikus, a Román Akadémia tagja, a román kémiaoktatás egyik úttörője.

## Élete
Az általános iskolát Szépvásáron végezte, majd a jászvásári Gimnaziul Central tanulója volt. Ösztöndíjasként Franciaországban fizikai kémiát és ásványtant tanult a sorbonne-i College de France egyetemen. Az országba visszatérve oktatói pályát kezdett el, eleinte középiskolákban tanított, majd a Jászvásári Egyetem tanára lett, 1878-ban pedig az egyetem kémia karának vezetőjévé nevezték ki. 
Az ő nevéhez fűződik a Jászvásári Egyetem első kémialaborának létrehozása, német modell alapján, 1882-ben, illetve a szerves kémia osztály megalapítása 1891-ben, 1903-tól pedig egy új tantárgyat vezetett be, mely a kőolaj kémiai tanulmányozásával foglalkozik. 
1879. június 30-án a Román Akadémia tagjává választották, és az ő feladata lett a román küldöttség képviselőjeként megjelenni az 1900-as Párizsi Világkiállításon.

## Tudományos munkássága
Élete során több, mint 80 ásványi anyagot tanulmányozott, melyeket Románia különböző helyeiről gyűjtött össze. Munkássága eredményeként két új ásványi anyagot is felfedezett. Tanulmányokat végzett a különböző koncentrációjú salétromsav hatásáról, amelyet a kőolajból izolált szénhidrogénekre gyakorol, de tanulmányozta az ország több ásványvízforrását is. 
Petru Poni írta meg az első román nyelvű kémia és fizika tankönyveket, de ugyanakkor ő hozta létre az első kutatási és oktatási kémialaborokat, melyek az új kémiai oktatók generációjának felkészítésére voltak alkalmasak. Több román tudományos társaság megalapításában vett részt, a Societatea română de științe (1890) és a Societatea de științe (1900). 1903-ban a Ferenc József-rend nagykeresztjével jutalmazták munkásságát, 1910-től a Moszkvai Tudományos Társaság tagjának választották meg.

## Művei
- Cercetări asupra mineralelor din masivul cristalin de la Broșteni (1882)
- Mineralele de la Bădenii-Ungureni (1885)
- Fapte pentru a servi la descrierea mineralogică a României (1900)
- Cercetări asupra compozițiunii chimice a petroleurilor române (1900).

## Politikai karrier
Petru Poni kora Nemzeti Liberális Pártjának egyik kiemelkedő alakja volt, többször választották meg képviselőnek és szenátornak. 1907–1922 között Jászvásár polgármestere volt, háromszor pedig miniszteri funkciót töltött be Románia Parlamentjében. 

## Fordítás
- Ez a szócikk részben vagy egészben  a   Petru Poni című román Wikipédia-szócikk ezen változatának fordításán alapul.  Az eredeti cikk szerkesztőit annak laptörténete sorolja fel. Ez a jelzés csupán a megfogalmazás eredetét és a szerzői jogokat jelzi, nem szolgál a cikkben szereplő információk forrásmegjelöléseként.